# Juventus Next Gen 2022-2023
Questa voce raccoglie le informazioni riguardanti la Juventus Next Gen nelle competizioni ufficiali della stagione 2022-2023.

## Stagione
La stagione 2022-2023 della seconda squadra bianconera vede come principale novità il cambio di denominazione dal precedente Juventus U23, usato nel primo quadriennio di attività della squadra, al nuovo Juventus Next Gen. Cambia dopo un biennio anche la guida tecnica, con Lamberto Zauli sostituito da Massimo Brambilla.
Il 15 novembre il club annuncia che, in occasione della gara interna contro il Mantova, la partita avrebbe avuto luogo all'Allianz Stadium di Torino, vista la sosta della Serie A per il mondiale. Questa rappresenta la prima volta per la Next Gen sul campo torinese.
In Coppa Italia Serie C, dopo aver sconfitto nei turni eliminatori Lecco e Feralpisalò, accede alla fase finale dove supera Sangiuliano City agli ottavi, Padova ai quarti e Foggia in semifinale, perdendo l'andata 2-1 in trasferta e vincendo con lo stesso risultato il ritorno in casa, superando infine i rossoneri ai tiri di rigore e accedendo così alla doppia finale contro il Vicenza. Il 21 febbraio 2023, la Lega comunica che in occasione della finale di Coppa avrebbe fatto l'esordio, per la prima volta in assoluto nella competizione, la VAR; inoltre la partita di andata si sarebbe disputata il 2 marzo 2023 all'Allianz Stadium, dove i biancorossi vincono per 1-2. L'11 aprile seguente, con la sconfitta per 3-2 nella finale di ritorno al Romeo Menti e con il punteggio complessivo di 5-3, il cammino dei bianconeri si ferma in finale.
Il cammino in Serie C vede i bianconeri autori di un campionato nella prima metà della classifica del girone A, ottenendo agevolmente l'obiettivo minimo della salvezza, ma fallendo la qualificazione ai play-off; la Juventus Next Gen chiude la stagione regolare al 13º posto, a quota 49 punti.

## Divise e sponsor
Il fornitore tecnico per la stagione 2022-2023 è adidas, mentre gli sponsor ufficiali sono il main sponsor Jeep e il training kit sponsor Allianz.
La prima divisa, a predominanza bianca, riprende la tradizionale palatura strisciata della squadra, tuttavia nell'occasione reinventata attraverso una grafica basata sulla ripetizione del triangolo, forma geometrica che si rifà a sua volta alle strutture architettoniche dell'Allianz Stadium. La seconda divisa propone un completo a tinta unita nera con bordini bianchi, contraddistinto da una grafica «starburst» color carbone. La terza divisa attinge a due tinte storicamente parte dell'iconografia juventina, il rosa delle origini e il blu delle insegne comunali torinesi, mescolate in un motivo dall'«effetto caleidoscopico».
| Casa | Trasferta | Terza divisa |

Per i portieri sono disponibili tre divise in varianti verde, arancione e azzurro.
| 1ª portiere | 2ª portiere |

## Organigramma societario
Area sportiva
- 2nd Teams Area Manager: Giovanni Manna

Area tecnica
- Allenatore: Massimo Brambilla
- Allenatore in seconda: Mirko Conte
- Collaboratore tecnico: Francesco Spanò
- Preparatore atletico: Daniele Palazzolo
- Preparatore atletico: Stefano Cellio
- Preparatore dei portieri: Daniele Borri
- Match Analyst: Matteo Poletti
- Team Manager: Marco Lombardo

Area sanitaria
- Medico: Alberto Ghidella
- Medico: Diego Insalaco
- Operatore sanitario: Marco Casalis
- Operatore sanitario: Nicola Sasso
- Riabilitatore: Giuseppe Maggio
- Centro medico: J-Medical

## Rosa
Rosa aggiornata al 2 aprile 2023.
| N. |                                 | Ruolo | Calciatore               |
| -- | ------------------------------- | ----- | ------------------------ |
| 1  | Italia (bandiera)               | P     | Giovanni Garofani        |
| 2  | Italia (bandiera)               | D     | Nicolò Savona            |
| 3  | Italia (bandiera)               | D     | Diego Stramaccioni       |
| 4  | Bosnia ed Erzegovina (bandiera) | D     | Tarik Muharemović        |
| 5  | Francia (bandiera)              | D     | Félix Nzouango           |
| 6  | Italia (bandiera)               | D     | Alessandro Pio Riccio    |
| 7  | Italia (bandiera)               | C     | Nikola Sekulov           |
| 8  | Italia (bandiera)               | C     | Emanuele Zuelli          |
| 9  | Italia (bandiera)               | A     | Marco Da Graca           |
| 10 | Italia (bandiera)               | A     | Mattia Compagnon         |
| 11 | Italia (bandiera)               | A     | Nicolò Cudrig            |
| 12 | Italia (bandiera)               | P     | Marco Raina              |
| 13 | Italia (bandiera)               | D     | Fabrizio Poli (capitano) |
| 14 | Italia (bandiera)               | D     | Gabriele Mulazzi         |
| 15 | Italia (bandiera)               | D     | Giuseppe Verduci         |
| 16 | Inghilterra (bandiera)          | A     | Samuel Iling-Junior      |
| 17 | Italia (bandiera)               | C     | Andrea Bonetti           |
| 18 | Tunisia (bandiera)              | C     | Hamza Rafia              |
| 19 | Svizzera (bandiera)             | A     | Yannick Cotter           |
| 20 | Italia (bandiera)               | A     | Simone Iocolano          |
| 21 | Italia (bandiera)               | A     | Mirco Lipari             |

| N. |                        | Ruolo | Calciatore          |
| -- | ---------------------- | ----- | ------------------- |
| 22 | Italia (bandiera)      | P     | Giovanni Daffara    |
| 23 | Francia (bandiera)     | D     | Jean-Claude Ntenda  |
| 24 | Norvegia (bandiera)    | C     | Martin Palumbo      |
| 25 | Italia (bandiera)      | A     | Leonardo Cerri      |
| 26 | Italia (bandiera)      | D     | Tommaso Barbieri    |
| 27 | Italia (bandiera)      | C     | Michele Besaggio    |
| 28 | Argentina (bandiera)   | C     | Enzo Barrenechea    |
| 29 | Argentina (bandiera)   | C     | Matías Soulé        |
| 30 | Italia (bandiera)      | C     | Alessandro Sersanti |
| 31 | Italia (bandiera)      | A     | Emanuele Pecorino   |
| 32 | Italia (bandiera)      | D     | Riccardo Turicchia  |
| 34 | Italia (bandiera)      | P     | Leonardo Ratti      |
| 39 | Italia (bandiera)      | A     | Tommaso Mancini     |
| 40 | Turchia (bandiera)     | C     | Kenan Yıldız        |
| 41 | Francia (bandiera)     | C     | Marley Aké          |
| 41 | Belgio (bandiera)      | C     | Daouda Peeters      |
| 42 | Paesi Bassi (bandiera) | D     | Dean Huijsen        |
| 45 | Italia (bandiera)      | P     | Gian Marco Crespi   |
| 55 | Ungheria (bandiera)    | P     | Zsombor Senkó       |
|    | Portogallo (bandiera)  | A     | Félix Correia       |

## Calciomercato

### Sessione estiva(dall'1/7 all'1/9)
| Acquisti         | Acquisti            | Acquisti            | Acquisti                        |
| R.               | Nome                | da                  | Modalità                        |
| ---------------- | ------------------- | ------------------- | ------------------------------- |
| P                | Stefano Gori        | Como                | fine prestito                   |
| D                | Pietro Beruatto     | Pisa                | fine prestito                   |
| D                | Filippo Delli Carri | Salernitana         | fine prestito                   |
| D                | Alessandro Di Pardo | Cosenza             | fine prestito                   |
| D                | Albian Hajdari      | Basilea             | fine prestito                   |
| D                | Radu Drăgușin       | Salernitana         | fine prestito                   |
| C                | Luca Clemenza       | Pescara             | fine prestito                   |
| C                | Grīgorīs Kastanos   | Salernitana         | fine prestito                   |
| C                | Martin Palumbo      | Udinese             | prestito con diritto di opzione |
| C                | Hamza Rafia         | Cremonese           | fine prestito                   |
| C                | Wesley              | Sion                | fine prestito                   |
| A                | Matteo Brunori      | Palermo             | fine prestito                   |
| A                | Félix Correia       | Parma               | fine prestito                   |
| A                | Christopher Lungoyi | San Gallo           | fine prestito                   |
| A                | Alejandro Marqués   | Mirandés            | fine prestito                   |
| A                | Giacomo Vrioni      | WSG Swarovski Tirol | fine prestito                   |
| A                | Luca Zanimacchia    | Cremonese           | fine prestito                   |
| Altre operazioni |                     |                     |                                 |
| R.               | Nome                | a                   | Modalità                        |
| D                | Riccardo Capellini  | Mirandés            | fine prestito                   |
| D                | Davide De Marino    | Pisa                | fine prestito                   |
| D                | Alessandro Minelli  | Pro Vercelli        | fine prestito                   |
| C                | Michele Besaggio    | Genoa               | prestito con diritto di opzione |
| A                | Tommaso Mancini     | Vicenza             | definitivo                      |

| Cessioni         | Cessioni                | Cessioni           | Cessioni                                                       |
| R.               | Nome                    | a                  | Modalità                                                       |
| ---------------- | ----------------------- | ------------------ | -------------------------------------------------------------- |
| P                | Stefano Gori            | Perugia            | prestito                                                       |
| P                | Franco Israel           | Sporting Lisbona   | definitivo                                                     |
| D                | Pietro Beruatto         | Pisa               | definitivo                                                     |
| D                | Koni De Winter          | Empoli             | prestito                                                       |
| D                | Filippo Delli Carri     | Como               | definitivo                                                     |
| D                | Alessandro Di Pardo     | Cagliari           | prestito                                                       |
| D                | Radu Drăgușin           | Genoa              | prestito con obbligo di riscatto (5,5 mln € + 1,8 mln € bonus) |
| D                | Albian Hajdari          | Lugano             | prestito con opzione e obbligo di riscatto                     |
| D                | Wesley                  | Cruzeiro           | definitivo                                                     |
| C                | Luca Clemenza           | Pescara            | definitivo                                                     |
| C                | Grīgorīs Kastanos       | Salernitana        | definitivo                                                     |
| C                | Hans Nicolussi Caviglia | Südtirol           | prestito                                                       |
| C                | Martin Palumbo          | Udinese            | fine prestito                                                  |
| C                | Filippo Ranocchia       | Monza              | prestito con diritto di opzione e contropzione                 |
| A                | Matteo Brunori          | Palermo            | definitivo                                                     |
| A                | Angel Chibozo           | Amiens             | prestito con obbligo di riscatto                               |
| A                | Christopher Lungoyi     | Ascoli             | prestito con opzione-controopzione                             |
| A                | Alejandro Marqués       | Estoril Praia      | prestito                                                       |
| A                | Giacomo Vrioni          | N.E. Revolution    | definitivo                                                     |
| A                | Luca Zanimacchia        | Cremonese          | prestito con obbligo di riscatto                               |
| Altre operazioni |                         |                    |                                                                |
| R.               | Nome                    | a                  | Modalità                                                       |
| P                | Mattia Del Favero       | Pro Patria         | prestito                                                       |
| D                | Matteo Anzolin          | Wolfsberger        | definitivo                                                     |
| D                | Riccardo Capellini      | Benevento          | definitivo                                                     |
| D                | Luca Coccolo            | Cesena             | definitivo                                                     |
| D                | Davide De Marino        | Pescara            | prestito con opzione di riscatto                               |
| D                | Filippo Fiumanò         | Montevarchi        | prestito                                                       |
| D                | Paolo Gozzi             | Genoa              | definitivo                                                     |
| D                | Daniel Leo              | Foggia             | prestito                                                       |
| D                | Alessandro Minelli      | Virtus Francavilla | prestito                                                       |
| D                | Erasmo Mulè             | Catanzaro          | prestito                                                       |
| D                | Nikita Vlasenko         | Rijeka             | definitivo                                                     |
| C                | Kristian Šekularac      | Fulham             | definitivo                                                     |
| A                | Ferdinando Del Sole     | Potenza            | prestito biennale                                              |

### Sessione invernale(dal 2/1 al 31/1)
| Acquisti         | Acquisti                | Acquisti  | Acquisti                         |
| R.               | Nome                    | da        | Modalità                         |
| ---------------- | ----------------------- | --------- | -------------------------------- |
| C                | Hans Nicolussi Caviglia | Südtirol  | risoluzione prestito             |
| A                | Angel Chibozo           | Amiens    | risoluzione prestito             |
| A                | Luca Zanimacchia        | Cremonese | risoluzione prestito             |
| Altre operazioni |                         |           |                                  |
| R.               | Nome                    | a         | Modalità                         |
| P                | Gian Marco Crespi       | Crotone   | prestito con diritto di riscatto |
| D                | Davide De Marino        | Pescara   | risoluzione prestito             |
| D                | Erasmo Mulè             | Catanzaro | risoluzione prestito             |
| A                | Gianmarco Di Biase      | Pistoiese | definitivo                       |

| Cessioni         | Cessioni                | Cessioni           | Cessioni   |
| R.               | Nome                    | a                  | Modalità   |
| ---------------- | ----------------------- | ------------------ | ---------- |
| C                | Marley Aké              | Digione            | prestito   |
| C                | Hans Nicolussi Caviglia | Salernitana        | prestito   |
| A                | Angel Chibozo           | Real Murcia        | prestito   |
| A                | Félix Correia           | Marítimo           | prestito   |
| A                | Hamza Rafia             | Pescara            | definitivo |
| A                | Luca Zanimacchia        | Parma              | prestito   |
| Altre operazioni |                         |                    |            |
| R.               | Nome                    | a                  | Modalità   |
| P                | Zsombor Senkó           | Diósgyőr           | definitivo |
| D                | Davide De Marino        | Virtus Francavilla | prestito   |
| D                | Erasmo Mulè             | Monopoli           | prestito   |
| D                | Giuseppe Verduci        | Siena              | definitivo |
| C                | Emanuele Zuelli         | Pisa               | definitivo |
| A                | Gianmarco Di Biase      | Pistoiese          | prestito   |

## Risultati

### Serie C

#### Girone di andata
| Arbitro: | Rispoli (Locri) |

|                               |           |  |
| Iling-Junior 13’ Pecorino 51’ | Marcatori |  |

| Arbitro: | Vergaro (Bari) |

|              |           |              |
| Pirrello 60’ | Marcatori | 90+4’ Cudrig |

| Arbitro: | Crezzini (Siena) |

|                         |           |                          |
| Iling-Junior 89’ (rig.) | Marcatori | 65’ Liguori 86’ Cretella |

| Arbitro: | Iannello (Messina) |

|                                                 |           |                              |
| Cudrig 14’ (aut.) Marano 38’ Malotti 60’ (rig.) | Marcatori | 80’ (rig.) Rafia 86’ Sekulov |

| Arbitro: | Arena (Torre del Greco) |

|                  |           |  |
| Ferrari 26’, 69’ | Marcatori |  |

| Arbitro: | Di Reda (Molfetta) |

|                       |           |                           |
| Besaggio 45+2’ (rig.) | Marcatori | 62’ (rig.) Varas Marcillo |

| Arbitro: | Ubaldi (Roma 1) |

|                                                 |           |                                               |
| Muharemović 59’ (aut.) Morra 63’ Cesarini 90+1’ | Marcatori | 40’ Sersanti 81’ Barrenechea 82’ Iling-Junior |

| Arbitro: | Pacella (Roma 2) |

|                                      |           |  |
| Besaggio 40’ Pecorino 43’ Cudrig 75’ | Marcatori |  |

| Arbitro: | Mirabella (Napoli) |

|                     |           |  |
| Pinzauti 34’ (rig.) | Marcatori |  |

| Arbitro: | De Angeli (Milano) |

|               |           |  |
| Compagnon 64’ | Marcatori |  |

| Arbitro: | Vogliacco (Bari) |

|          |           |              |
| Cori 34’ | Marcatori | 58’ Iocolano |

| Arbitro: | Emmanuele (Pisa) |

|                          |           |               |
| Rafia 8’ Barrenechea 57’ | Marcatori | 53’ Mărginean |

| Arbitro: | Costanza (Agrigento) |

|          |           |  |
| Poli 40’ | Marcatori |  |

| Arbitro: | Castellone (Napoli) |

|  |           |             |
|  | Marcatori | 57’ Palumbo |

| Arbitro: | Frascaro (Firenze) |

|                  |           |                         |
| Iocolano 8’, 83’ | Marcatori | 5’ Matteucci 48’ Yeboah |

| Arbitro: | Mastrodomenico (Matera) |

|                                        |           |               |
| Balestrero 23’ Stramaccioni 77’ (aut.) | Marcatori | 40’ Compagnon |

| Arbitro: | Di Cicco (Lanciano) |

|               |           |  |
| Compagnon 62’ | Marcatori |  |

| Arbitro: | Renzi (Pesaro) |

|                          |           |                |
| Barba 87’ Antoniazzi 89’ | Marcatori | 6’ Muharemović |

| Arbitro: | Ceriello (Chiari) |

|  |           |                                      |
|  | Marcatori | 44’ Gomez 63’ Talarico 90’ Zarpellon |

#### Girone di ritorno
| Arbitro: | Baratta (Rossano) |

|                           |           |              |
| Damian 25’ Pasquato 90+4’ | Marcatori | 74’ Iocolano |

| Arbitro: | Turrini (Firenze) |

|              |           |                          |
| Compagnon 3’ | Marcatori | 34’ Palombi 70’ Dubickas |

| Arbitro: | Saia (Palermo) |

|             |           |                        |
| Liguori 19’ | Marcatori | 47’ (rig.) Barrenechea |

| Arbitro: | Sacchi (Macerata) |

|             |           |               |
| Sekulov 46’ | Marcatori | 50’ Baldassin |

| Arbitro: | Galipò (Firenze) |

|                                     |           |             |
| Barrenechea 65’ (rig.) Pecorino 75’ | Marcatori | 58’ Rolfini |

| Arbitro: | Gianquinto (Parma) |

|  |           |              |
|  | Marcatori | 85’ Pecorino |

| Arbitro: | Burlando (Genova) |

|                   |           |  |
| Pecorino 46’, 66’ | Marcatori |  |

| Arbitro: | Petrella (Viterbo) |

|             |           |             |
| Vaglica 48’ | Marcatori | 49’ Sekulov |

| Arbitro: | Vergaro (Bari) |

|  |           |                         |
|  | Marcatori | 44’ Pinzauti 88’ Mangni |

| Arbitro: | Bordin (Bassano del Grappa) |

|               |           |  |
| Tavernelli 5’ | Marcatori |  |

| Arbitro: | Canci (Carrara) |

|                          |           |                |
| Sersanti 71’ Cerri 90+3’ | Marcatori | 90+4’ Borghini |

| Arbitro: | Ancora (Roma 1) |

|                            |           |  |
| Spalluto 82’ Margiotta 87’ | Marcatori |  |

| Arbitro: | Madonia (Palermo) |

|  |           |           |
|  | Marcatori | 49’ Cerri |

| Arbitro: | Iannello (Messina) |

|               |           |             |
| Compagnon 34’ | Marcatori | 90+1’ Pitou |

| Arbitro: | Ubaldi (Roma 1) |

|             |           |             |
| Bocalon 82’ | Marcatori | 45’ Sekulov |

| Arbitro: | Collu (Cagliari) |

|             |           |                                      |
| Huijsen 54’ | Marcatori | 13’ Siligardi 18’ Guerra 30’ Carraro |

| Arbitro: | Ramondino (Palermo) |

|  |           |          |
|  | Marcatori | 8’ Cerri |

| Arbitro: | Gangi (Enna) |

|  |           |           |
|  | Marcatori | 29’ Bordo |

| Arbitro: | Di Reda (Molfetta) |

|                                                             |           |            |
| Fabbro 43’ Danti 49’ (rig.) Kristoffersen 85’ Daffara 90+1’ | Marcatori | 12’ Cudrig |

### Coppa Italia Serie C

#### Turni eliminatori
| Arbitro: | Gangi (Enna) |

|              |           |                                                   |
| Sangalli 69’ | Marcatori | 22’ (aut.) Sangalli 52’ Da Graca 84’ Iling-Junior |

| Arbitro: | Rinaldi (Bassano del Grappa) |

|                                     |           |                                                                |
| D'Orazio 33’ (rig.) Bacchetti 45+1’ | Marcatori | 10’ Iocolano 20’ Compagnon 38’ Verduci 70’ Sersanti 86’ Lipari |

#### Fase finale
| Arbitro: | Andreano (Prato) |

|  |           |            |
|  | Marcatori | 35’ Cudrig |

| Arbitro: | Perri (Roma 1) |

|                 |           |                       |
| De Marchi 90+2’ | Marcatori | 52’ Cerri 55’ Sekulov |

| Arbitro: | Cavaliere (Paola) |

|                  |           |          |
| Ogunseye 4’, 54’ | Marcatori | 21’ Poli |

| Arbitro: | Monaldi (Macerata) |

|                                           |                      |                                  |
| Huijsen 42’, 53’                          | Marcatori            | 7’ Costa                         |
| Huijsen Palumbo Compagnon Savona Iocolano | Tiri di rigore 7 – 4 | Costa Bjarkason Ogunseye Di Noia |

| Arbitro: | Tremolada (Monza) |

|                  |           |                                     |
| Iling-Junior 47’ | Marcatori | 39’ (aut.) Stramaccioni 88’ Jimenez |

| Arbitro: | Bonacina (Bergamo) |

|                                  |           |                      |
| Ferrari 47’, 83’ Cappelletti 62’ | Marcatori | 19’ Sekulov 56’ Poli |

## Statistiche

### Statistiche di squadra
Statistiche aggiornate al 23 aprile 2023.
| Competizione         | Punti     | In casa | In casa | In casa | In casa | In casa | In casa | In trasferta | In trasferta | In trasferta | In trasferta | In trasferta | In trasferta | Totale | Totale | Totale | Totale | Totale | Totale | D.R. |
| Competizione         | Punti     | G       | V       | N       | P       | GF      | GS      | G            | V            | N            | P            | GF           | GS           | G      | V      | N      | P      | GF     | GS     | D.R. |
| -------------------- | --------- | ------- | ------- | ------- | ------- | ------- | ------- | ------------ | ------------ | ------------ | ------------ | ------------ | ------------ | ------ | ------ | ------ | ------ | ------ | ------ | ---- |
| Serie C              | 49        | 19      | 9       | 4       | 6       | 24      | 21      | 19           | 4            | 6            | 9            | 18           | 27           | 38     | 13     | 10     | 15     | 42     | 48     | -6   |
| Coppa Italia Serie C | Finalista | 2       | 1       | 0       | 1       | 3       | 3       | 6            | 4            | 0            | 2            | 14           | 9            | 8      | 5      | 0      | 3      | 17     | 12     | +5   |
| Totale               | -         | 21      | 10      | 4       | 7       | 27      | 24      | 25           | 8            | 6            | 11           | 32           | 36           | 46     | 18     | 10     | 18     | 59     | 60     | -1   |

### Andamento in campionato
| Giornata  | 1 | 2 | 3  | 4  | 5  | 6  | 7  | 8  | 9  | 10 | 11 | 12 | 13 | 14 | 15 | 16 | 17 | 18 | 19 | 20 | 21 | 22 | 23 | 24 | 25 | 26 | 27 | 28 | 29 | 30 | 31 | 32 | 33 | 34 | 35 | 36 | 37 | 38 |
| --------- | - | - | -- | -- | -- | -- | -- | -- | -- | -- | -- | -- | -- | -- | -- | -- | -- | -- | -- | -- | -- | -- | -- | -- | -- | -- | -- | -- | -- | -- | -- | -- | -- | -- | -- | -- | -- | -- |
| Luogo     | C | T | C  | T  | T  | C  | T  | C  | T  | C  | T  | C  | C  | T  | C  | T  | C  | T  | C  | T  | C  | T  | C  | C  | T  | C  | T  | C  | T  | C  | T  | T  | C  | T  | C  | T  | C  | T  |
| Risultato | V | N | P  | P  | P  | N  | N  | V  | P  | V  | N  | V  | V  | V  | N  | P  | V  | P  | P  | P  | P  | N  | N  | V  | V  | V  | N  | P  | P  | V  | P  | V  | N  | N  | P  | V  | P  | P  |
| Posizione | 4 | 3 | 10 | 13 | 13 | 16 | 16 | 13 | 15 | 14 | 14 | 12 | 7  | 6  | 8  | 8  | 8  | 9  | 10 | 12 | 13 | 13 | 13 | 13 | 11 | 9  | 8  | 9  | 11 | 9  | 13 | 11 | 11 | 11 | 12 | 11 | 12 | 13 |

Fonte:  Serie C girone A – Classifica, su lega-pro.com.
Legenda:

Luogo: C = Casa; T = Trasferta. Risultato: V = Vittoria; N = Pareggio; P = Sconfitta.